# Макеев, Михаил Сергеевич
Михаи́л Серге́евич Маке́ев (род. 12 декабря 1969, Москва) — российский литературовед, доктор филологических наук, историк русской литературы, профессор филологического факультета МГУ.

## Биография
Ученик А. И. Журавлёвой. В 1995 году защитил кандидатскую диссертацию «Творчество А. В. Сухово-Кобылина и проблемы „новой драмы“ в России», а в 2009 году — докторскую диссертацию «Проблемы взаимодействия литературы и экономики в жизни и творчестве Н. А. Некрасова 1838—1869 годов».
В 2006—2007 годах, выиграв грант по программе Фулбрайта, Макеев работал в Дартмутском колледже (США). Сфера научных интересов: история русской литературы второй половины XIX века, творчество Н. А. Некрасова, история идеологий, экономическая критика культуры.
Макеев одним из первых применил принципы т. н. «новой экономической критики» на материале русской литературы, продемонстрировав тесную связь между явлениями экономического и эстетического порядка в творчестве Некрасова.
11—15 октября 2010 года Макеев прочёл спецкурс «Литературная экономика в России в середине XIX века» в Тартуском университете. В весеннем семестре 2012 года Макеев прочёл спецкурс «Н. А. Некрасов и „литературная экономика“ его времени (1840—1870-е гг.)» в РГГУ.
30 октября — 11 декабря 2013 года Макеев прочёл в Музее-мастерской Д. А. Налбандяна цикл открытых лекций, посвящённых взаимодействию литературы и политики в современной России. В числе персонажей курса Эдуард Лимонов, Захар Прилепин, Андрей Родионов, Всеволод Емелин, Кирилл Медведев, Владимир Сорокин, Александр Проханов, Виктор Пелевин, Майя Кучерская, Владислав Сурков и др.

## Основные работы
Книги
- Александр Николаевич Островский. М., 1996 (2-е изд: М., 1998. 3-е изд: М., 2001) (в соавт. с А. И. Журавлевой)
- Спор о человеке в русской литературе 60-70-х гг. XIX века. Литературный персонаж как познавательная модель человека. М., 1999
- Николай Некрасов: Поэт и Предприниматель (очерки о взаимодействии литературы и экономики). М., 2009[4]
- Афанасий Фет. М., 2019 (ЖЗЛ)

Статьи
- Стихотворение Н. А. Некрасова «Тяжелый крест достался ей на долю…»: к вопросу о прототипе героини" // Русская словесность. 1997. № 6
- Драма как открытый текст // Диалог. Карнавал. Хронотоп. 1997. № 4 (в соавт. с А. И. Журавлёвой)
- Поэзия Некрасова и идеология русской радикальной интеллигенции середины XIX в. // К 60-летию профессора Анны Ивановны Журавлевой. М., 1998
- Пушкин в художественном сознании Н. А. Некрасова. Анализ одного эпизода // Пушкин и русская культура. М., 1998
- Проблема ангажированности и свободы поэзии. Маяковский и Некрасов // Третьи Майминские чтения. Псков, 2000
- Салтыков-Щедрин, Валериан Майков и Достоевский в 1840-е гг.: несостоявшаяся литературная школа // Вестник Московского университета. Сер. Филология. № 1. 2001
- «Новая драма» в России и проблема «литературного театра» // Русская литература конца XIX — начала XX вв. Гданьск, 2002
- Договор с дьяволом в условиях становления капитализма в России: экономическое значение христианской символики у Салтыкова-Щедрина // Новое литературное обозрение. № 58. 2002
- The New Russian Capitalism and Modern Russian Novel: Economics and Morals in the Novels of M. Butov, M. Višneveckaja and A. Dmitriev // AAT-SEEL Annual Meeting, 27-30 December 2003, San Diego
- Мёртвые души вдоль железной дороги: о «фиктивной» датировке и одном источнике замысла «Железной дороги» Н. А. Некрасова // Вестник Московского университета. Сер. Филология. № 4. 2004
- Канарейки и вольные птицы: к вопросу о литературных связях Чехова // Вестник Московского университета. Сер. Филология. № 3. 2004
- Сколько стоит счастье? К «экономике» «Кому на Руси жить хорошо» // Каноны. Ценности. Цены. М., 2005
- Поэт и покровитель: из истории издания сборника Н. А. Некрасова «Мечты и звуки» // Вестник Московского университета. Серия 9. Филология. 2006. № 5
- О «странности» и «искренности» стихотворения Н. А. Некрасова «Я за то глубоко презираю себя…»: «экономический» подтекст лирического произведения // Вестник Московского университета. Серия 9. Филология. 2007. № 6
- Роберт Бернс и Томас Карлейль в поэтическом самоопределении Н. А. Некрасова в середине 1850-х годов // Вестник Московского университета. Серия 9. Филология. 2008. № 2
- К проблеме соотношения «личного» и «литературного» начал в цикле «Три элегии» // Некрасов в контексте русской культуры: Материалы научной конференции. Ярославль, 2008
- «Стих, как монету, чекань»: «поэтическая экономия» Некрасова в цикле «Подражание Шиллеру» (1877) // Вестник Московского университета. Серия 9. Филология. 2009. № 3
- «Литературное насекомое» или «Честный бедняк сочинитель»? (О причинах выхода А. А. Фета из Литературного фонда) // Русская литература. 2009. № 4
- Об источнике стихотворения Н. А. Некрасова «Пчёлы» // Вестник Московского университета. Серия 9. Филология. 2011. № 5
- Стихотворение Н. А. Некрасова «Школьник» и проблема «демократизации» канона в русской школе 1860-х гг. // Acta Slavica Estonica IV. Труды по русской и славянской филологии. Литературоведение, IX. Хрестоматийные тексты: русская педагогическая практика XIX в. и поэтический канон. Редакторы тома: А. Вдовин, Р. Лейбов. Тарту, 2013. (в соавт. с К. Герасимовой)
- Литература для народа: протекция против спекуляции (к истории некрасовских «красных книжек») // Новое литературное обозрение. № 124. 2013